# Uummannaq
 For alternative betydninger, se Uummannaq (flertydig). (Se også artikler, som begynder med Uummannaq)
Uummannaq "Hjerteformet fjeld" (tidligere stavet Umanak), 1401 indbyggere, er en by i Vestgrønland i Avannaata Kommune (fra 2009-17 i Qaasuitsup Kommune) på en 12 km² stor ø, der ligger i fjorden med samme navn, 460 km nord for polarcirklen. Position: 70° 40'N 52° 08' W. Det er den ottendestørste by i Grønland.
Uummannaq betyder "hjerteformet fjeld" og er opkaldt efter det nærliggende fjeld, som er byens vartegn. Flere steder langs Grønlands kyst findes steder med benævnelsen "Uummannaq". Det har været tydelige, naturskabte kendetegn, der har været anvendt til beskrivelse for rejsende i umiaq og kajak. Når man kunne lokalisere disse naturskabte kendetegn, blev man lettet og livede op, selvom man var træt efter en lang dags rejse. Hovederhvervet er fiskeri, særlig af hellefisk. Fisken bliver forarbejdet på moderne fabrikker flere steder i byen.
Der findes to dagligvareforretninger med et velassorteret vareudvalg, tømmerhandel, møbelforretning, kiosk, grillbar, værtshus og "Brædtet", hvor fiskere/fangere sælger dagens udbytte.
Om sommeren ankommer et passagerskib hver anden uge. I byen er et helistop, hvorfra der er helikopterforbindelse til den tidligere Uummannaq Kommunes syv bygder og til lufthavnen. Uummannaq Lufthavn i Qaarsuarsuit ved bygden Qaarsut blev indviet 29. september 1999.
Et vartegn for byen er også Uummannaq kirke, opført 1935 af af granitkvadre, der er hugget på stedet. Kirken er Grønlands eneste større stenkirke i brug.
Ca. 10% af indbyggerne er danskere. Der er stor efterspørgsel efter uddannet arbejdskraft, som ofte er en mangelvare på denne breddegrad.
Byen har en veludbygget folkeskole med bibliotek for alle, andre undervisningsinstitutioner, sportsfaciliteter og et sygehus med sytten sengepladser.
I byens nordøstlige del er der ved hjælp af sprængninger anlagt en fodboldbane og en kirkegård. To ferskvandssøer i nærheden af byen bruges som reserve for byens vandforsyning. De fleste huse har indlagt vand i form af vandledning eller vandtank med pumpe til drikke- og forbrugsvand og får påfyldt vand efter behov. Toiletterne i de fleste boliger er ikke almindeligt "træk og slip", da det ikke er økonomisk muligt at etablere kloaksystem i byen. Toilettet er en slags kloset, som bliver tømt af renovationsfirmaet tre gange om ugen.

## Historie
Oprindeligt var levegrundlaget udelukkende fangst, som foregik ved hjælp af hundeslæde og kajak. Indbyggerne boede i små jordhuse.
I det 17.- og 18. århundrede var der flere hvalfangerstationer i området, dog uden de helt store fangstresultater. I hvalfangernes kølvand kom købmænd og missionærer, og i 1763 blev kolonien Uummannaq grundlagt af den danske kolonibestyrer I.H. Bruun.
100 km`s sejlads fra Uummannaq ligger Maamorilik. I Maamorilik er der en mine, der kaldes Den sorte Engel. Denne genåbnede i 2010 efter i ca. 20 år at have været lukket. Den er nu lukket igen.
Uummannaq har mange arkæologiske og historiske mindesmærker. Byen har en del gamle bygninger og bevarede jordhuse.
I nærheden af byen ligger en gammel vinterboplads Qilakitsoq, hvor et af Grønlands mest bemærkelsesværdige fund blev gjort. I 1972 fandt man en gruppe særdeles velbevarede mumier bestående af seks voksne og to børn. Mumierne, der kan dateres til ca. år 1475, er nu udstillet på Grønlands Nationalmuseum i Nuuk og er det ældste kendte fund af velbevarede mennesker og dragter i hele den arktiske kulturkreds.

## Klima
Uummannaq-området har et stabilt, tørt, arktisk klima med ca. 2000 solskinstimer og ca. 100 mm. nedbør årligt. I de koldeste måneder februar og marts kan temperaturen være minus 35 eller mere, mens temperaturer på plus 15 – 18 C er almindelige om sommeren, men på grund af den tørre luft føles klimaet varmere, end hvad termometret viser. I Uummannaq er der vintermørke fra 8. november til 4. februar. Til gengæld er der midnatssol fra 16. maj til 28. juli.

## Turisme
På det lokale marked "Brædtet" sælger fiskere/fangere dagens udbytte. Udbuddet er årstidsbestemt, men gør det muligt at købe kød og fisk fra Grønlands eget spisekammer. Uummannaq er bl.a. kendt for at være stedet, hvor en stor del af DR1's julekalender Nissebanden i Grønland blev optaget. Den blev sendt første gang i 1989.
Et tørvehus, der har været beboet indtil 1980, benyttes af turisterne til overnatning i historiske omgivelser.
Byen er omgivet af øer og halvøer med op til 2200 meter høje fjelde. Havet omkring Uummannaq er rigt på hvaler, og overalt flyder store isbjerge.
Der er mulighed for hundeslædekørsel, bådture, langlinefiskeri og vandreture i den enestående natur omkring Uummannaq. Fra Spraglebugten forsætter man opad og nordpå til den såkaldte Blå Sø, som på en solrig dag lever op til sit navn. Herfra er der udsigt mod nord til øerne Sagdleq og Agpat. Det frarådes at udforske resten af øen. Selv erfarne alpinister har måtte give op over for den stejle grusbeklædte østside.
I perioder, hvor vejret ikke tillader den store udendørs aktivitet, er der rig lejlighed til at deltage i byens pulserende klubliv.
Slædesæsonen starter som regel omkring februar, når isen har lagt sig på fjorden og varer til engang i maj måned. Der tilbydes også langlinefiskeri af bl.a. hellefisk, havkat og hajer.
Når isen er væk, og og solen skinner 24 timer i døgnet, kan man ligesom den lokale befolkning tage op i fjeldet, grille, sejle ind i fjordsystemet på jagt efter sæler.